# Alfonso Daniel Manuel Rodríguez Castelao
Alfonso Daniel Manuel Rodríguez Castelao (Afonso Daniel Manuel Rodrigues Castelão em grafia galego-reintegrada e portuguesa) (Rianxo, 30 de janeiro de 1886 — Buenos Aires, 7 de janeiro de 1950) foi um escritor, político e artista galego, um dos fundadores do nacionalismo galego, deputado e primeiro presidente do Conselho da Galiza.
Estudou Medicina, mas confessava: "Fiz-me médico por amor a meu pai; não exerço a profissão por amor à humanidade".

## Biografia
Filho de Manuel Rodríguez Dios e de Joaquina Castelao Gemme. Em 1895, foi com sua mãe juntar-se ao pai em Bernasconi, na Pampa, onde residiu até 1900. Segundo ele contava, descobriu o valor da caricatura lendo Caras y Caretas. Durante os anos em que estudou Medicina na Universidade de Santiago de Compostela também desenvolveu o seu interesse pelo desenho e pela pintura, em especial pela caricatura. Em 1908 expôs os seus desenhos em Madrid e começou a colaborar com a revista Vida Galega. 

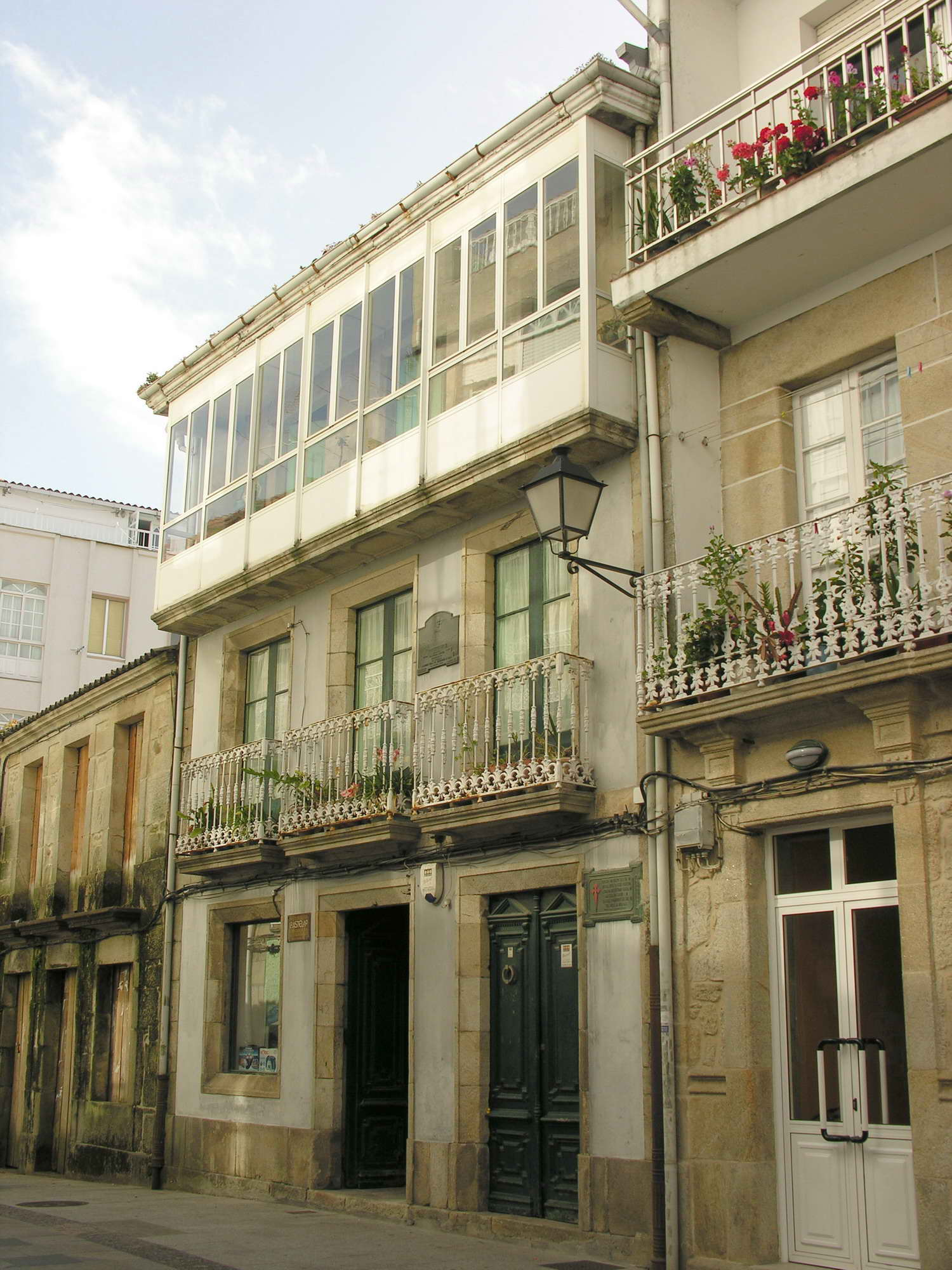
Casa familiar de Castelao em Rianxo

Entre 1909 e 1910 fez um curso de doutoramento em Madrid, participou da III Exposição Nacional de Humoristas e colaborou como ilustrador com El Cuento Semanal. Em 1910 especializou-se em Santiago em obstetrícia e, ao acabar, instalou-se em Rianxo. Durante este período colaborou na fundação do semanário El Barbero Municipal (1910-1914), no qual escreveu atacando o caciquismo galego, e inseriu-se na vida política local dentro do Partido Conservador, numa linha maurista. Deu a sua primeira conferência em Março de 1911, em Vigo, falando sobre a caricatura e, ao longo dos anos seguintes, realizou exposições das suas caricaturas em diversas cidades galegas. Em 1912 aderiu ao movimento Acción Galega e casou com Virginia Pereira. Durante esta época colaborou com El Liberal, El Gran Bufón, La Ilustración Gallega y Asturiana, Mi Tierra , Suevia, La Voz de Galiza de Buenos Aires, que ajudaram a popularizar as suas caricaturas.
Um desprendimento de retina deixou-o cego em 1914, mas uma operação devolveu-lhe a vista. Em 1915 participou na Exposição de Belas Artes de Madrid, em que obteve grandes elogios da crítica. Em 1916 conseguiu por concurso um lugar na delegação de Pontevedra do Instituto Geográfico Estatístico e foi um dos fundadores do núcleo local das Irmandades da Fala. Com Vicente Risco, Otero Pedraio e outros fundou a revista Nós, em torno da qual germinou a vida política e cultural da Galiza entre 1920 e 1936. Em 1926 foi nomeado académico de número da Real Academia Galega. Em 1931 foi eleito deputado pela Organização Republicana Galega Autónoma (ORGA) para as Cortes Constituintes da Segunda República Espanhola e participou na constituição do Partido Galeguista.
Foi desterrado para Badajoz em 1934. Durante a sua estadia na Estremadura escreveu para A Nosa Terra uma série de artigos sob o título de Verbas de chumbo que posteriormente integraria em Sempre em Galiza. Em 1936 foi novamente eleito deputado na lista da Frente Popular. Protagonizou a campanha pelo sim ao Estatuto de Autonomia da Galiza, que foi aprovado em plebiscito em 1936. O golpe de estado franquista colheu-o em Madrid. Exilou-se no México, Nova Iorque e, finalmente, Buenos Aires. Foi membro do governo republicano no exílio presidido por Giral (1946).
Polifacetado novelista, desenhador, caricaturista, pintor, teórico da arte e político, refletiu na sua obra o seu compromisso com o galeguismo e com o mundo. Durante o exílio durante o franquismo, em 1944, publicou Sempre em Galiza, obra capital do nacionalismo galego, e converteu-se no primeiro presidente do Conselho da Galiza, o governo do país no exílio. Os seus restos mortais foram repatriados e levados para o Panteão de Galegos Ilustres em 1984 no meio de manifestações nacionalistas que acusavam as autoridades de que "os que o exilaram fazem-lhe agora honras".
Os seus desenhos, complementados com agudos textos, mostram a Galiza rural, o caciquismo, os pobres, os cegos, os desamparados, o povo que sofre, de um ponto de vista realista, crítico, mas humorístico. No álbum Nós (1931) recolheu desenhos feitos entre 1916 e 1918 e nos últimos álbuns habitam os horrores da Guerra Civil Espanhola.
Iniciou-se na narrativa com a coleção de relatos curtos Um olho de vidro em 1922. Em Cousas, Retrincos e Os dous de sempre, estabelece um conjunto único na narrativa galega que culmina com a coleção de ensaios Sempre em Galiza, ligando literatura, política e teoria do galeguismo. A sua visão literária tenta desmitificar os tópicos costumistas com um humor sarcástico e, de quando em vez, "esperpéntico" (grotesco e absurdo).
Encontra-se colaboração artística da sua autoria na revista Atlântida (1915-1920).
Foi-lhe dedicado o segundo Dia das Letras Galegas, em 1964.

## Obra
- Cego da romería (1913)
- Un olho de vidro (1922)
- Memorias dun esquelete (1922)
- Os cruceiros de pedra na Galiza
- Cousas (1926, 1929)
- Cincoenta homes por dez reás (1930)
- Os dous de sempre (1934)
- Retrincos (1934)
- Galiza Mártir (1937)
- Atila en Galicia (1937)
- Milicianos (1938)
- Sempre en Galiza (1944), a primeira edição em português moderno foi em 2010[4]
- Os vellos non deben de namorarse (Os velhos não devem de namorar-se), representada em 1941, publicada em 1953.